# Renzo Tortelli
Renzo Tortelli (Potenza Picena, 5 dicembre 1926 – Civitanova Marche, 29 marzo 2019) è stato un fotografo italiano. Ha ricevuto dalla FIAF l'onorificenza di Insigne Fotografo Italiano.

## Biografia
Renzo Tortelli nasce a Potenza Picena (MC) il 5 dicembre 1926, figlio di Lina Toffoli e Carlo Luigi Tortelli, barbiere. Dopo l’infanzia nelle Marche, si trasferisce nel Cadore, dove lavora come operaio presso l’azienda Safilo. Completa la sua formazione in ottica a Rovigo e presso l’Istituto e Osservatorio di Arcetri a Firenze. Nel 1952 apre a Civitanova Marche, in via Duca degli Abruzzi, un negozio di ottica. L’anno successivo sposa Eleda Pettinelli, anche lei fotografa, con la quale collabora nella stampa e produzione fotografica.
Negli anni Cinquanta si avvicina ai circoli fotografici marchigiani: al centro culturale fondato da Luigi Crocenzi a Fermo e al gruppo La Bussola / Misa a Senigallia, dove nasce il sodalizio con Mario Giacomelli, Ferruccio Ferroni, Giuseppe Cavalli ed Enrico Monchi. Il legame più profondo è proprio con Giacomelli, con cui documenta il celebre “caso Scanno” tra il 1957 e il 1959. In quegli anni produce le serie Piccolo Mondo (1958–60), Agreste (1955–70), Scanno (1957–59), oltre a lavori su Milano e sulle marine.
Nel 1961 espone per la prima volta al Circolo Fotografico Milanese, avviando la sua carriera espositiva. Partecipa a mostre internazionali come Intrarealismo (Palazzo Strozzi, Firenze, 1967; Londra, 1968) e realizza reportage dedicati anche alle sculture di Sante Monachesi in occasione della Triennale dell’Adriatico (1965).
Negli anni Ottanta e Novanta si dedica prevalentemente all’attività di ottico, mentre la riscoperta critica del suo lavoro avviene a partire dagli anni Duemila. Tra le mostre recenti:
- Piccolo Mondo (Fermo, 2009);
- Agreste (Senigallia, SpazioArte, 2005);
- L’oasi di Scanno (Scanno, 2006);
- Gente di Parigi (1996);
- partecipazione alla Biennale di fotografia di Roma (anni ’90);
- personale alla Keith De Lellis Gallery di New York (2002–03), Istituto Italiano di Cultura di Amburgo (2005), Paris Photo, Steven Kasher Gallery e altri spazi espositivi internazionali.[1][5]

Nel 2008 riceve il Premio Scanno per il reportage 1957–59; nel 2012 la FIAF lo nomina Insigne Fotografo Italiano.
Muore a Civitanova Marche il 29 marzo 2019, all’età di 92 anni. Dopo la sua morte, l’archivio viene gestito dalla famiglia; le sue opere sono oggi presenti in gallerie e in aste internazionali, tra cui Finarte e MutualArt.

## Il viaggio a Scanno con Mario Giacomelli
Renzo Tortelli instaurò un profondo legame di amicizia e di scambio artistico con Mario Giacomelli, basato su una visione condivisa della fotografia come mezzo espressivo e poetico più che tecnico.
Sono numerose le uscite fotografiche alle quali i due maestri parteciparono, e infatti nel 1957 i due fotografi si recarono insieme a Scanno, in Abruzzo, per documentare la vita del paese: un viaggio che segnerà uno snodo importante nella storia della fotografia italiana.
I materiali realizzati in quell’occasione – e nel successivo ritorno nel 1959 – costituiscono uno dei nuclei centrali dell’archivio fotografico di Tortelli.

## Serie fotografiche
Il lavoro di Renzo Tortelli è caratterizzato da un forte radicamento nel territorio marchigiano e da un approccio poetico alla realtà quotidiana. A partire dagli anni Cinquanta, sviluppa numerose serie fotografiche che documentano le trasformazioni sociali e ambientali del secondo dopoguerra, unite da una cura precisa della luce, dei volti e della composizione.
| Titolo                       | Anni          | Temi principali                                        |
| ---------------------------- | ------------- | ------------------------------------------------------ |
| Il paesaggio delle Marche    | dal 1955      | Paesaggio, identità regionale                          |
| Scanno                       | 1957–1959     | Tradizione, vita di paese, Abruzzo                     |
| Piccolo Mondo                | 1958–1959     | Infanzia, ruralità, giochi                             |
| Milano                       | 1958          | Urbanità, modernizzazione                              |
| Loreto                       | 1959          | Fede, pellegrinaggio, spiritualità popolare            |
| Marine                       | dal 1958      | Litorale adriatico, turismo, trasformazione ambientale |
| Agreste                      | 1960–1969     | Civiltà contadina, lavoro agricolo                     |
| Primo Maggio sul Misa        | 1964          | Lavoro, riti civili, Senigallia                        |
| Gente di Parigi              | 1996          | Quotidiano urbano, capitale europea                    |
| Ritratti di artisti          | anni Sessanta | Artisti marchigiani contemporanei                      |
| Quelli della Speranza        | s.d.          | Documentazione sociale                                 |
| Ritratti di Mario Giacomelli | s.d.          | Ritratti intimi e inediti                              |

### Il paesaggio delle Marche (dal 1955)
Un primo progetto di ampia portata, volto alla documentazione lirica del territorio regionale marchigiano. Nel solco della fotografia paesaggistica umanista, Tortelli colleziona istantanee di luoghi, case coloniche e contesti rurali.

### Scanno (1957–1959)
Nato da due viaggi a Scanno compiuti con Mario Giacomelli, questo ciclo rappresenta un momento chiave nella sua produzione. Realizzato tra il 1957 e il 1959, documenta con sensibilità la vita del borgo abruzzese.

### Piccolo Mondo (1958–1959)
Dedica al mondo dell’infanzia rurale una serie che cattura bambini al gioco, in gruppi familiari o in momenti quotidiani. La composizione è essenziale e luminosa, con riferimenti evidenti al realismo poetico europeo. Pubblicata in volume nel 2008.

### Milano (1958) e Loreto (1959)
Due progetti paralleli in cui Tortelli esplora la spiritualità urbana e il pellegrinaggio religioso. Milano restituisce un volto della metropoli milanese negli anni del boom economico; Loreto segue invece la devozione popolare nel contesto del santuario mariano – un contrasto tra modernità e tradizione.

### Marine (dal 1958)
Una lunga serie dedicata al litorale adriatico marchigiano, che combina aspetti paesaggistici e sociali: stabilimenti balneari, pescatori, tipicità locali e cambiamenti turistici progressivi.

### Agreste (1960–1969)
Considerata la sua opera più compiuta, Agreste esplora la civiltà contadina marchigiana con rigore documentario e sensibilità poetica. Gli scatti – in interni domestici, luoghi di lavoro, rituali – restituiscono una versione intima e intensa della vita quotidiana.

### Primo Maggio sul Misa (1964)
Una documentazione dell’evento del 1º maggio a Senigallia, incentrata sulle celebrazioni del lavoro e dei diritti sociali, in dialogo con gli obiettivi culturali del Gruppo Misa.

### Altri cicli e ritratti (fine anni Sessanta–Novanta)
- Gente di Parigi (1996): serie realizzata a Parigi, dedicata al quotidiano urbano e alla luce naturale.
- Quelli della Speranza: progetto a soggetto sociale, meno documentato ma parte della sua produzione matura.
- Ritratti di artisti: scatti a protagonisti come Sante Monachesi, Domenico Cantatore, Arnoldo Ciarrocchi, Silvio Craia e Wladimiro Tulli.
- Ritratti di Mario Giacomelli: immagini inedite dell’amico e collega, oggi conservate nell’archivio di famiglia.